# Rainbow (California)
Rainbow es un lugar designado por el censo ubicado en el condado de San Diego en el estado estadounidense de California. En el año 2000 tenía una población de 2.026 habitantes y una densidad poblacional de 48,7 personas por km². 

## Geografía
Rainbow se encuentra ubicado en las coordenadas 33°24′40″N 117°8′57″O / 33.41111, -117.14917. Según la Oficina del Censo, la ciudad tiene un área total de 41,6 km² (16,1 mi²), de la cual 41,6 km² (16,1 mi²) es tierra y 0 km² (0 mi²) 0.00% es agua.

## Demografía
Los ingresos medios por hogar en la localidad eran de $40,938, y los ingresos medios por familia eran $44,833. Los hombres tenían unos ingresos medios de $38,661 frente a los $32,917 para las mujeres. La renta per cápita para la localidad era de $19,890. Alrededor del 23.2% de la población estaban por debajo del umbral de pobreza.